# Veikkausliiga 1997
Die Veikkausliiga 1997 war die achte Spielzeit der höchsten finnischen Spielklasse im Fußball der Männer unter diesem Namen sowie die 67. Saison seit deren Einführung im Jahre 1930.
HJK Helsinki, der im Jahr zuvor sich nur knapp in der Relegation gegen den Abstieg behaupten konnte, gewann mit einem souveränen Vorsprung von zehn Punkten die Meisterschaft vor dem Vaasan PS. Titelverteidiger FC Jazz Pori wurde lediglich Siebter.
Im Finale des finnischen Fußballpokals gewann der FC Haka aus Valkeakoski mit 2:1 nach Verlängerung über Turku PS. Turku hatte bereits in der Vorsaison im Finale gestanden und im Elfmeterschießen HJK Helsinki knapp unterlegen gewesen. Das Pokalfinale im Helsinkier Olympiastadion am 25. Oktober verfolgten rund 4.100 Zuschauer.
Den zum vierten Mal ausgespielten Ligapokal gewann HJK Helsinki durch ein 2:0 im Finale über den Vaasan PS. HJK holte sich diesen Titel zum dritten Mal.

## Modus
Zehn Mannschaften spielten um die finnische Meisterschaft. Ausgespielt wurde diese in einer Dreifachrunde, womit jede Mannschaft auf 27 Spiele kam. Der Tabellenletzte stieg direkt ab, der Vorletzte musste in die Relegation.

## Teilnehmende Mannschaften
| Verein                       | Stadt        | Stadion                         | Kapazität |
| ---------------------------- | ------------ | ------------------------------- | --------- |
| FC Jazz Pori                 | Pori         | Stadion Pori                    | 12.300    |
| FF Jaro                      | Jakobstad    | Jakobstads Centralplan          | 04.600    |
| FinnPa Helsinki HJK Helsinki | Helsinki     | Olympiastadion Helsinki         | 39.784    |
| TP-Seinäjoki                 | Seinäjoki    | Seinäjoen keskuskenttä          | 04.000    |
| Myllykosken Pallo -47        | Anjalankoski | Anjalankosken jalkapallostadion | 04.167    |
| Rovaniemi PS                 | Rovaniemi    | Rovaniemen keskuskenttä         | 02.800    |
| Inter Turku Turku PS         | Turku        | Veritas-Stadion                 | 09.372    |
| Vaasan PS                    | Vaasa        | Hietalahti Stadion              | 04.600    |

## Abschlusstabelle
| Pl. | Verein                | Sp. | S  | U  | N  | Tore    | Diff. | Punkte |
| --- | --------------------- | --- | -- | -- | -- | ------- | ----- | ------ |
| 1.  | HJK Helsinki (P)      | 27  | 18 | 4  | 5  | 053:180 | +35   | 58     |
| 2.  | Vaasan PS             | 27  | 13 | 9  | 5  | 040:200 | +20   | 48     |
| 3.  | FinnPa Helsinki       | 27  | 10 | 9  | 8  | 027:360 | −9    | 39     |
| 4.  | Turku PS              | 27  | 10 | 8  | 9  | 043:410 | +2    | 38     |
| 5.  | Myllykosken Pallo -47 | 27  | 8  | 13 | 6  | 031:230 | +8    | 37     |
| 6.  | Rovaniemi PS          | 27  | 9  | 6  | 12 | 031:300 | +1    | 33     |
| 7.  | FC Jazz Pori (M)      | 27  | 8  | 7  | 12 | 031:420 | −11   | 31     |
| 8.  | FF Jaro               | 27  | 8  | 4  | 15 | 033:480 | −15   | 28     |
| 9.  | TP-Seinäjoki (N)      | 27  | 5  | 12 | 10 | 022:340 | −12   | 27     |
| 10. | Inter Turku           | 27  | 6  | 8  | 13 | 023:420 | −19   | 26     |

Platzierungskriterien: 1. Punkte – 2. Tordifferenz – 3. geschossene Tore

| (M) | amtierender Meister     |
| (P) | amtierender Pokalsieger |
| (N) | Neuaufsteiger           |

## Kreuztabelle
| Spieltage 1–18        | HJK Helsinki | Vaasan PS | FinnPa Helsinki | Turku PS | Myllykosken Pallo -47 | Rovaniemi PS | FC Jazz Pori | FF Jaro | TP-Seinäjoki | Inter Turku |
| --------------------- | ------------ | --------- | --------------- | -------- | --------------------- | ------------ | ------------ | ------- | ------------ | ----------- |
| HJK Helsinki          |              | 1:1       | 3:0             | 1:2      | 2:1                   | 3:1          | 3:2          | 3:2     | 6:1          | 1:0         |
| Vaasan PS             | 0:0          |           | 0:1             | 2:0      | 0:0                   | 1:0          | 3:1          | 1:0     | 1:1          | 0:1         |
| FinnPa Helsinki       | 0:2          | 0:4       |                 | 3:3      | 0:1                   | 1:3          | 2:1          | 3:1     | 1:0          | 1:1         |
| Turku PS              | 0:2          | 0:3       | 7:0             |          | 0:0                   | 2:0          | 2:1          | 1:3     | 1:1          | 0:1         |
| Myllykosken Pallo -47 | 1:0          | 1:1       | 1:2             | 2:2      |                       | 0:1          | 1:1          | 2:1     | 3:0          | 0:0         |
| Rovaniemi PS          | 0:1          | 2:2       | 0:0             | 4:2      | 0:0                   |              | 0:1          | 0:1     | 1:2          | 0:1         |
| FC Jazz Pori          | 1:0          | 1:1       | 1:1             | 4:2      | 0:0                   | 1:1          |              | 2:1     | 1:0          | 5:2         |
| FF Jaro               | 2:1          | 3:0       | 1:1             | 3:1      | 1:5                   | 0:3          | 2:3          |         | 2:1          | 1:1         |
| TP-Seinäjoki          | 1:1          | 0:0       | 0:0             | 0:1      | 0:0                   | 0:1          | 1:0          | 1:1     |              | 1:1         |
| Inter Turku           | 0:1          | 1:3       | 0:1             | 0:3      | 1:1                   | 3:2          | 1:1          | 2:0     | 2:2          |             |

| Spieltage 19–27       | HJK Helsinki | Vaasan PS | FinnPa Helsinki | Turku PS | Myllykosken Pallo -47 | Rovaniemi PS | FC Jazz Pori | FF Jaro | TP-Seinäjoki | Inter Turku |
| --------------------- | ------------ | --------- | --------------- | -------- | --------------------- | ------------ | ------------ | ------- | ------------ | ----------- |
| HJK Helsinki          |              | 3:1       | –               | 5:0      | 3:0                   | 0:0          | –            | 4:1     | –            | –           |
| Vaasan PS             | –            |           | 0:0             | –        | –                     | 3:1          | 1:0          | –       | 4:0          | 4:1         |
| FinnPa Helsinki       | 1:0          | –         |                 | –        | 2:0                   | –            | 3:0          | –       | 1:0          | 2:2         |
| Turku PS              | –            | 2:1       | 1:1             |          | –                     | 1:1          | –            | 3:0     | –            | –           |
| Myllykosken Pallo -47 | –            | 0:1       | –               | 0:0      |                       | 3:1          | –            | 3:1     | –            | 3:0         |
| Rovaniemi PS          | –            | –         | 1:0             | –        | –                     |              | 5:1          | –       | 0:1          | 1:0         |
| FC Jazz Pori          | 0:2          | –         | –               | 1:3      | 1:1                   | –            |              | 0:2     | 0:2          | –           |
| FF Jaro               | –            | 0:2       | 3:0             | –        | –                     | 0:2          | –            |         | –            | 0:2         |
| TP-Seinäjoki          | 0:1          | –         | –               | 2:2      | 2:2                   | –            | –            | 1:1     |              | –           |
| Inter Turku           | 0:4          | –         | –               | 0:2      | –                     | –            | 0:1          | –       | 0:2          |             |

## Relegation
|                | Gesamt |              | Hinspiel | Rückspiel |
| -------------- | ------ | ------------ | -------- | --------- |
| PK-35 Helsinki | 7:5    | TP-Seinäjoki | 3:1      | 4:4       |

TP-Seinäjoki stieg somit ab, PK-35 Helsinki auf.

## Torschützenliste
| Pl. | Nat.      | Spieler            | Verein       | Tore |
| --- | --------- | ------------------ | ------------ | ---- |
| 1   | Brasilien | Rafael             | HJK Helsinki | 11   |
| 2   | Finnland  | Ismo Lius          | Rovaniemi PS | 10   |
|     | Finnland  | Jyrki Huhtamäki    | Vaasan PS    | 10   |
| 4   | Brasilien | Marco              | FC Jazz Pori | 09   |
|     | Finnland  | Petteri Kaijasilta | Turku PS     | 09   |

## Internationales Abschneiden 1997/98
Während der Veikkausliiga-Saison 1997 waren vier finnische Mannschaften bei internationalen Wettbewerben im Einsatz, die sich nach der Veikkausliiga-Saison 1996 dafür qualifiziert hatten:
| Wettbewerb                         | Runde          | Gegner                                                      | Hin             | Rück            | Gesamt     |
| ---------------------------------- | -------------- | ----------------------------------------------------------- | --------------- | --------------- | ---------- |
| Meister FC Jazz Pori:              |                |                                                             |                 |                 |            |
| UEFA Champions League              | 1. Qual.-Runde | FC Lantana Tallinn                                          | 1:0             | 2:0             | 3:0        |
| UEFA Champions League              | 2. Qual.-Runde | Feyenoord Rotterdam                                         | 2:6             | 1:2             | 3:8        |
| UEFA-Pokal                         | 1. Runde       | TSV 1860 München                                            | 0:1             | 1:6             | 2:7        |
| Vizemeister Myllykosken Pallo -47: |                |                                                             |                 |                 |            |
| UEFA-Pokal                         | 1. Qual.-Runde | Apollon Limassol                                            | 1:1             | 0:3             | 1:4        |
| Dritter TPS Turku:                 |                |                                                             |                 |                 |            |
| UEFA Intertoto Cup                 | Gruppenphase   | Hajduk Rodić M&B Kula Kongsvinger IL SK Lommel Halmstads BK | 1:2 2:0 1:1 1:6 | 1:2 2:0 1:1 1:6 | 4. (von 5) |
| Pokalsieger HJK Helsinki:          |                |                                                             |                 |                 |            |
| Europapokal der Pokalsieger        | Qualifikation  | NK Zagreb                                                   | 1:0             | 0:3             | 1:3        |

## Internationales Abschneiden 1998/99
Fünf Vereine qualifizierten sich nach der Veikkausliiga-Saison 1997 für internationale Wettbewerbe in der Saison 1998/99:
| Wettbewerb                    | Runde          | Gegner                                              | Hin         | Rück        | Gesamt     |
| ----------------------------- | -------------- | --------------------------------------------------- | ----------- | ----------- | ---------- |
| Meister HJK Helsinki:         |                |                                                     |             |             |            |
| UEFA Champions League         | 1. Qual.-Runde | FC Jerewan                                          | 2:0         | 3:0         | 5:0        |
| UEFA Champions League         | 2. Qual.-Runde | FC Metz                                             | 1:0         | 1:1         | 2:1        |
| UEFA Champions League         | Gruppenphase   | PSV Eindhoven 1. FC Kaiserslautern Benfica Lissabon | 1:2 0:0 2:0 | 1:3 2:5 2:2 | 4. (von 4) |
| Vizemeister Vaasan PS:        |                |                                                     |             |             |            |
| UEFA-Pokal                    | 1. Qual.-Runde | HB Tórshavn                                         | 0:2         | 4:0         | 4:2        |
| UEFA-Pokal                    | 2. Qual.-Runde | Grazer AK                                           | 0:0         | 0:3         | 0:3        |
| Dritter FinnPa Helsinki:      |                |                                                     |             |             |            |
| UEFA-Pokal                    | 1. Qual.-Runde | Hapoel Tel Aviv                                     | 1:3         | 1:3         | 2:6        |
| Vierter TPS Turku:            |                |                                                     |             |             |            |
| UEFA Intertoto Cup            | 1. Runde       | FC Sion                                             | 0:1         | 3:2         | 3:3        |
| UEFA Intertoto Cup            | 2. Runde       | Schinnik Jaroslawl                                  | 0:2         | 2:3         | 2:5        |
| Pokalsieger Haka Valkeakoski: |                |                                                     |             |             |            |
| Europapokal der Pokalsieger   | Qualifikation  | Bangor City                                         | 2:0         | 1:0         | 3:0        |
| Europapokal der Pokalsieger   | 1. Runde       | Panionios Athen                                     | 0:2         | 1:3         | 1:5        |